# 사이코 프레임
사이코 프레임(영어: Psycho Frame, 일본어: サイコフレーム)은 애니메이션 작품군 《건담 시리즈》에 등장하는 가공의 기술 및 공업 재료이다.

## 설정 개요
사이코뮤의 기초 기능을 가지고 있는 컴퓨터 칩을 금속 입자 레벨로 제작한 모빌 슈트(MS)용의 구조재이다. 신생 네오지온에 의해 개발된 기술로 MSN-03 야크트 도가를 설계할 시 사이코뮤에 필요한 장치 자체를 소형화한 것으로 생략된 기능을 대체하기 위해 개발되었다.

## 같이 보기
- 뉴 건담
- 사자비